# Bodoland Liberation Tigers Force
La Bodo Liberation Tiger Force (BLTF) o el Bodoland Liberation Tigers Front, és un moviment d'alliberament del poble dels bodos que fou creat el 18 de juny de 1996 per Prem Singh Brahma amb l'objectiu de crear un estat de Bodoland al nord del Bhramaputra, un districte autònom bodo al sud d'aquest riu i el reconeixement dels bodos del districte de Karbi Anglong a la constitució índia separant-se d'Assam.
Després de tres anys de lluita, el juliol de 1999 va declarar una treva unilateral i va signar un alto el foc pactat amb el govern el 29 de març de 2000. El 2003 es va arribar a un acord polític pel que es va establir el Bodoland Territorial Council amb seu a Kokrajhar i el BLTF va entregar les armes el 6 de desembre de 2003.
El BLTF tenia aleshores més de 500 combatents. El seu líder i president és Hagrama Basumatary, i a la direcció destaquen també Kamal Moshahray àlies Chandran Narzari (vicepresident) i Mainao Daimary, secretari de publicitat.
La seva bandera és groga sobre roig horitzontal amb dos espases típiques creuades blanques a la dreta de la part vermella; les espases tenen la punta cap avall.